# Coppa della Pace 2007
La Coppa della Pace 2007 è stata la terza edizione del torneo calcistico, svoltasi dal 12 al 21 luglio 2007 in Corea del Sud.
Il torneo fu messo in forse da una parziale sovrapposizione con la Coppa d'Asia 2007, ma venne comunque svolto.

## Squadre
- Bolton (Inghilterra)
- Guadalajara (Messico)
- Olympique Lione (Francia)
- Racing Santander (Spagna)[2]
- Reading (Inghilterra)
- River Plate (Argentina)
- Seongnam (Corea del Sud)
- Shimizu S-Pulse (Giappone)

## Stadi
- Seoul World Cup Stadium, Seul
- Suwon World Cup Stadium, Suwon
- Gwang-Yang Stadium, Gwangyang
- Busan Asiad Stadium, Pusan
- Seongnam 2 Stadium, Seongnam
- Daegu World Cup Stadium, Taegu
- Goyang Stadium, Goyang

## Risultati

### Turno eliminatorio

#### Gruppo A
| Squadra          | P.ti | G | V | N | P | GF | GS | DR |
| ---------------- | ---- | - | - | - | - | -- | -- | -- |
| Bolton           | 7    | 3 | 2 | 1 | 0 | 5  | 2  | +3 |
| Guadalajara      | 6    | 3 | 2 | 0 | 1 | 6  | 2  | +4 |
| Seongnam         | 2    | 3 | 0 | 2 | 1 | 1  | 2  | -1 |
| Racing Santander | 1    | 3 | 0 | 1 | 2 | 1  | 7  | -6 |

| Arbitro: | Przydacz |

|               |           |           |
| Nam Gi-Il 87’ | Marcatori | 78’ Nolan |

| Arbitro: | Lee Min-Hu |

|                                                   |           |  |
| Santana 15’ Nava 18’ Padilla 57’, 68’ Morales 90’ | Marcatori |  |

| Seongnam 14 luglio 2007, ore 20:00 UTC+9 | Seongnam  | 0 – 0 | Racing Santander | Seongnam 2 Stadium\| Arbitro: \| Chi u gok \| |
| Arbitro:                                 | Chi u gok |       |                  |                                               |

| Arbitro: | Prayoon |

|                        |           |  |
| Harsányi 46’ Nolan 76’ | Marcatori |  |

| Arbitro: | Choi Myung-Yong |

|           |           |                 |
| Colsa 26’ | Marcatori | 58’, 65’ Anelka |

| Arbitro: | Prayoon |

|             |           |  |
| Santana 80’ | Marcatori |  |

#### Gruppo B
| Squadra         | P.ti | G | V | N | P | GF | GS | DR |
| --------------- | ---- | - | - | - | - | -- | -- | -- |
| Olympique Lione | 6    | 3 | 2 | 0 | 1 | 5  | 2  | +3 |
| Reading         | 6    | 3 | 2 | 0 | 1 | 2  | 1  | +1 |
| River Plate     | 6    | 3 | 2 | 0 | 1 | 3  | 3  | 0  |
| Shimizu S-Pulse | 0    | 3 | 0 | 0 | 3 | 0  | 4  | -4 |

| Arbitro: | Choi Myong-Young |

|  |           |               |
|  | Marcatori | 28’ Abelairas |

| Arbitro: | Kim Dong-jin |

|  |           |                         |
|  | Marcatori | 30’ Benzema 86’ Mounier |

| Arbitro: | Kim Eui-Soo |

|         |           |  |
| Cox 63’ | Marcatori |  |

| Arbitro: | Kalimootu |

|               |           |  |
| Abelairas 33’ | Marcatori |  |

| Arbitro: | Lee Min-Hu |

|                                         |           |           |
| Benzema 4’ Ben Arfa 24’ Källström 90+3’ | Marcatori | 15’ Rubén |

| Arbitro: | Kim Eui-Soo |

|  |           |                |
|  | Marcatori | 68’ Gunnarsson |

### Finale
| Arbitro: | Choi Myong Young |

|  |           |               |
|  | Marcatori | 85’ Källström |

## Vincitore
| Vincitore della Coppa della Pace 2007 Olympique Lione 1º titolo |

## Marcatori
| Pos | Giocatore        | Club            | Gol |
| --- | ---------------- | --------------- | --- |
| 1   | Matías Abelairas | River Plate     | 2   |
| -   | Nicolas Anelka   | Bolton          | 2   |
| -   | Karim Benzema    | Olympique Lione | 2   |
| -   | Kim Källström    | Olympique Lione | 2   |
| -   | Kevin Nolan      | Bolton          | 2   |
| -   | Jesús Padilla    | Guadalajara     | 2   |
| -   | Sergio Santana   | Guadalajara     | 2   |